# باشگاه فوتبال یونیک
باشگاه فوتبال یونیک یک باشگاه فوتبال حرفه‌ای از جزایر ویرجین ایالات متحده آمریکا مستقر در کریستیانستد است که در مسابقات قهرمانی باشگاهی اتحادیه جزایر ویرجین ایالات متحده آمریکا شرکت می‌کند. آنها قبلا با نام‌های یونیک و تروپیکال شناخته می‌شدند.

## افتخارات
- لیگ فوتبال سنت کرویکس[۲]
  - ۲ قهرمانی
  - ۲ نایب قهرمانی